# Tomás Blanco García
Tomás Blanco García (Bilbao; 10 de novembre de 1910 - Madrid; 16 de juliol de 1990) va ser un actor basc.

## Biografia
Va iniciar una carrera en l'exèrcit, allistant-se, el 1928 en la Legió Espanyola, amb la qual roman al Marroc fins a 1931. Després d'abandonar la carrera militar, es trasllada a Madrid i debuta en el teatre el 1933 amb la Companyia de Josefina Díaz, a les quals seguirien les de María Fernanda Ladrón de Guevara, Társila Criado i Carmen Echevarría.
Després de la Guerra Civil debuta al cinema amb Un caballero fabuloso (1942), de José Buchs Echeandia i reprèn la carrera escènica amb la Companyia de Lola Membrives.
Durant quatre dècades desenvolupa una carrera cinematogràfica gairebé sempre en papers secundaris, però plagada de títols prestigiosos que el situen entre un dels actors més prolífics del cinema espanyol. Durant la dècada dels seixanta va ser a més un habitual de l'anomenat spaghetti western. Fou present també a televisió des de l'aparició del mitjà al país, va ser un dels rostres habituals en els espais dramàtics de l'època, participant en desenes de títols en dramàtics com Estudio 1 o Novela.

## Premis
- 1950: Medalla del Cercle d'Escriptors Cinematogràfics al millor actor per 'El santuario no se rinde.[2]

## Filmografia (selecció)
- Mariona Rebull (1946), de José Luis Sáenz de Heredia.
- Nada (1947), d'Edgar Neville.
- El santuario no se rinde (1949), d'Arturo Ruiz Castillo.
- Apartado de correos 1001 (1950), de Julio Salvador.
- Pequeñeces... (1950), de Juan de Orduña.
- La laguna negra (1951), d'Arturo Ruiz Castillo.
- La cigüeña dijo ¡Sí! (1955) d'Enrique Carreras
- Sangre y acero (1955), de Lucas Demare
- Faustina (1957), de José Luis Sáenz de Heredia.
- La violetera (1958), de Luis César Amadori
- ¿Dónde vas Alfonso XII? (1958), de Luis César Amadori.
- El señor de La Salle (1964), de Luis César Amadori.
- Historias de la televisión (1965), de José Luis Sáenz de Heredia.
- La muerte tenía un precio (1965), de Sergio Leone.
- La residencia (1969), de Narciso Ibáñez Serrador.
- Don Erre que erre (1970), de José Luis Sáenz de Heredia.
- Las autonosuyas (1983), de Rafael Gil.

## Trajectòria a televisió
- Teatro breve 
  - Nubes de paso (20 de juny de 1980)
- Los Mitos
  - El tiempo (15 de febrer de 1979)
- Las Viudas
  - Viuda apetitosa (12 d'abril de 1977)
- Mujeres insólitas 
  - La reina después de muerta (8 de març de 1977)
  - La viuda roja (22 de març de 1977)
- El Quinto jinete 
  - El misterio (31 de desembre de 1975)
- Original 
  - A veces ocurren cosas (25 de març de 1975)
- El Teatro 
  - Las luces y los gritos (14 d'octubre de 1974)
  - Hay una luz sobre la cama (28 d'octubre de 1974)
- Noche de teatro 
  - La mordaza (26 de juliol de 1974)
  - La dama de las camelias (16 d'agost de 1974)
- Silencio, estrenamos (1974)
- Los libros
  - La montaña mágica (7 de maig de 1974)
- A través de la niebla
  - Los ojos de Sid Newmann (22 de novembre de 1971)
  - El parpadeo de Visnú (29 de novembre de 1971)
- Hora once
  - El primer loco (10 de juny de 1971)
  - Un millonario modelo (12 de febrer de 1972)
  - Billy Budd (22 de juliol de 1972)
  - El retrato (25 de juny de 1973)
- Teatro de misterio 
  - Luz de gas (3 d'agost de 1970)
- La Risa española 
  - Chiruca (29 d'agost de 1969)
- El Premio 
  - Centinela de la India (6 de gener de 1969)
- Pequeño estudio 
  - Prohibido aparcar (25 d'octubre de 1968)
- Historias naturales 
  - Un barbazul afeitado (18 d'octubre de 1967)
- Doce cuentos y una pesadilla 
  - Pasen, señores, pasen (22 de juliol de 1967)
- Teatro de siempre
  - No hay burlas con el amor (14 de juliol de 1967)
  - Madrugada (30 d'abril de 1970)
  - Más allá del invierno (3 de setembre de 1970)
  - Timón de Atenas (22 de gener de 1971)
- La Pequeña comedia 
  - El café (25 de juny de 1966)
  - El barrio y el rascacielos (5 de novembre de 1966)
- Historias para no dormir 
  - La pesadilla (1 de gener de 1966)
  - La zarpa (3 de novembre de 1967)
  - Freddy (6 de setembre de 1982)
- Estudio 1
  - Un plazo para vivir (20 d'octubre de 1965)
  - Arsénico para dos (10 de novembre de 1965)
  - Alguien al teléfono (29 de desembre de 1965)
  - Macbeth (28 de setembre de 1966)
  - La ciudad alegre y confiada (11 d'octubre de 1966)
  - El grillo (15 de febrer de 1967)
  - La gaviota (28 de juny de 1967)
  - Nocturno (27 de setembre de 1967)
  - El hilo rojo (7 de novembre de 1967)
  - Un mes en el campo (21 de novembre de 1967)
  - Cyrano de Bergerac (7 de gener de 1969)
  - Las ratas (4 de febrer de 1969)
  - Tío Vania (11 de novembre de 1969)
  - Plaza de Oriente (10 de febrer de 1970)
  - Madrugada (30 d'abril de 1970)
  - La alondra (29 de gener de 1971)
  - No habrá Guerra de Troya (30 d'abril de 1971)
  - Llama un inspector (6 d'abril de 1973)
  - Los delfines (8 de març de 1974)
  - Los Galeotes (22 de març de 1974)
  - El Caballero de la mano en el pecho (13 de febrer de 1977)
  - Pigmalión (21 de febrer de 1979)
- Teatro para todos 
  - La muerte le sienta bien a Villalobos (8 d'agost de 1965)
- Novela 
  - El dilema (2 d'agost de 1965)
  - El muro de cristal (11 d'octubre de 1965)
  - Francisco de Quevedo (8 de març de 1966)
  - Biografía de Helen Keller (10 de juliol de 1967)
  - La muerte ríe (17 de juliol de 1967)
  - La dama vestida de blanco (25 de setembre de 1967)
  - Aquellas mujercitas (25 de desembre de 1967)
  - La vergonzosa ternura (26 de febrer de 1968)
  - Raffles (11 de març de 1968)
  - Nunca llueve a gusto de todos (18 de març de 1968)
  - Los cascabeles de la locura (1 de juliol de 1968)
  - La niña sabia (7 d'octubre de 1968)
  - El bandido Dubrowski (25 de novembre de 1968)
  - El Cristo de la Vega (15 de juny de 1970)
  - Silas Manner (7 de desembre de 1970)
  - El diamante luna (29 de novembre de 1971)
  - La feria de las vanidades (23 d'abril de 1973)
  - La casa de las locas (21 de gener de 1974)
  - Los enemigos (18 de febrer de 1974)
  - El hombre de los aplausos (10 de gener de 1977)
  - El desconocido (21 de març de 1977)
  - Teresa (6 de juny de 1977)
  - Poquita cosa (15 de maig de 1978)
  - El misterio de María Roget (29 de maig de 1978)
  - La ilustre fregona (30 d'octubre de 1978)
- Tras la puerta cerrada 
  - La gota de sangre (24 de juny de 1965)
- Estudio 3 
  - La puerta que da al jardín (7 de febrer de 1965)
- Sábado 64 
  - La Piconera (16 de gener de 1965)
  - Goyescas (13 de febrer de 1965)
- Tengo un libro en las manos
  - El hombre y el miedo (12 de novembre de 1964)
- Escuela de maridos 
  - Vacaciones matrimoniales (31 d'octubre de 1964)
- Teatro de familia 
  - Chocolate para cincuenta (5 de maig de 1964)
- Primera fila 
  - Proceso de Jesús (25 de març de 1964)
  - Una mujer sin importancia (3 de juny de 1964)
  - Casa de muñecas (22 de juliol de 1964)
  - La reina y los insurrectos (4 de novembre de 1964)
  - Plaza de Oriente (18 de novembre de 1964)
  - Un amante en la ciudad (10 de febrer de 1965)
  - Crimen y castigo (9 de juny de 1965)
  - Volpone (21 de juliol de 1965)
- Gran teatro
  - Don Juan Tenorio (27 d'octubre de 1963)
  - El amor de los cuatro coroneles (5 d'abril de 1964)